# Robson da Silva
Robson Caetano da Silva (né le 4 septembre 1964 à Rio de Janeiro) est un athlète brésilien, spécialiste du sprint.

## Carrière
Il a détenu le meilleur temps des sprinteurs brésiliens. Il a participé à quatre Jeux olympiques consécutifs (Los Angeles, Séoul, Barcelone et Atlanta) et remporté le bronze sur 200 m en 1988 et sur le relais 4 × 100 en 1996.
Il est l'ancien détenteur du record d'Amérique du Sud du 100 m avec son temps de 10 s 00, établi en 1988 à Mexico. Ce record est battu en 2023 par Issam Asinga, Erik Cardoso et Ronal Longa, qui tous les trois courent sous les 10 secondes dans la même course.
En 2006 il participe à Dança dos Famosos, la version brésilienne de Danse avec les stars. Il en sort grand vainqueur.

## Palmarès
| Date | Compétition                    | Lieu         | Résultat | Épreuve   |
| ---- | ------------------------------ | ------------ | -------- | --------- |
| 1985 | Coupe du monde des nations     | Canberra     | 1er      | 200 m     |
| 1985 | Coupe du monde des nations     | Canberra     | 2e       | 4 × 100 m |
| 1987 | Championnats du monde en salle | Indianapolis | 3e       | 200 m     |
| 1987 | Jeux panaméricains             | Indianapolis | 2e       | 200 m     |
| 1987 | Championnats du monde          | Rome         | 4e       | 200 m     |
| 1988 | Jeux olympiques                | Séoul        | 5e       | 100 m     |
| 1988 | Jeux olympiques                | Séoul        | 3e       | 200 m     |
| 1989 | Coupe du monde des nations     | Barcelone    | 1er      | 200 m     |
| 1989 | Universiades                   | Duisbourg    | 1er      | 200 m     |
| 1990 | Goodwill Games                 | Seattle      | 2e       | 200 m     |
| 1991 | Jeux panaméricains             | La Havane    | 1er      | 100 m     |
| 1991 | Jeux panaméricains             | La Havane    | 1er      | 200 m     |
| 1991 | Championnats du monde          | Tokyo        | 7e       | 100 m     |
| 1991 | Championnats du monde          | Tokyo        | 4e       | 200 m     |
| 1992 | Jeux olympiques                | Barcelone    | 4e       | 200 m     |
| 1992 | Jeux olympiques                | Barcelone    | 4e       | 4 × 400 m |
| 1992 | Coupe du monde des nations     | La Havane    | 1er      | 200 m     |
| 1992 | Coupe du monde des nations     | La Havane    | 2e       | 4 × 100 m |
| 1995 | Championnats du monde          | Göteborg     | 4e       | 200 m     |
| 1995 | Finale mondiale                | Monaco       | 3e       | 200 m     |
| 1996 | Jeux olympiques                | Atlanta      | 3e       | 4 × 100 m |

### Records
| Épreuve | Performance | Lieu      | Date            |
| ------- | ----------- | --------- | --------------- |
| 100 m   | 10 s 00     | Mexico    | 22 juillet 1988 |
| 200 m   | 19 s 96     | Bruxelles | 25 août 1989    |

## Télévision
- 2006: Dança dos Famosos 12
- 2015: A Fazenda 7
- 2018: Dança dos Famosos 18